# 弗拉基米尔·亚历山德罗维奇·普什卡廖夫
弗拉基米尔·亚历山德罗维奇·普什卡廖夫（羅馬化：Vladimir Aleksandrovich Pushkaryov；1973年2月22日—）是俄罗斯政治人物，第七届国家杜马和俄罗斯联邦委员会议员。
2016年9月18日，他被统一俄罗斯党提名为第六届国家杜马议员，然而他未能当选。9月28日，同党候选人弗拉基米尔·亚库舍夫拒绝了杜马议员的职位，空缺出来的职位被分配给了普什卡廖夫。2021年至2023年，他担任秋明州杜马议员。2023年，他担任联邦委员会议员。